# Greg Gisbert
Gregory „Greg“ Gisbert (* 2. Februar 1966 in Mobile, Alabama) ist ein US-amerikanischer Jazz-Trompeter und Flügelhornist des Modern Jazz.
Gisbert arbeitete in den 1980er und 1990er Jahren in den Big Bands  von Buddy Rich und  Woody Herman, spielte dann u. a. mit Gary Smulyan, Dave Grusin, Ken Peplowski, Scott Hamilton, Tim Ries und in der Bigband von Maria Schneider, wo er an dem  Album „Evanescence“ von 1992 mitwirkte. In den 1990er Jahren arbeitete er als freischaffender Musiker in der Gegend um New York und nahm in dieser Zeit mehrere Alben unter eigenem Namen auf, an denen Musiker wie Chris Potter, Billy Drummond, Conrad Herwig, Jon Gordon und Tim Ries mitwirkten. 2011 wirkte er  bei Ryan Truesdells Centennial – Newly Discovered Works of Gil Evans mit. Seine Vorbilder sind Clark Terry, Thad Jones und Tom Harrell.